# Václav I.
Václav I. (1205 – 23. září 1253 Počaply u Berouna), zvaný též Jednooký, byl čtvrtý český král z rodu Přemyslovců, druhorozený syn Přemysla Otakara I. a jeho druhé manželky Konstancie Uherské a též bratr svaté Anežky.
Už ve svých dvou letech byl zasnouben s Kunhutou Štaufskou, dcerou římského krále Filipa Švábského. Jeho otec chtěl zajistit královský titul pro Václava ještě za svého života, a proto došlo roku 1216 k navrhnutí Václava coby českého krále, které vyšlo, ale korunovace nastala až v roce 1228, kdy byl korunován tzv. „mladším králem“. Avšak vlády se plně ujal až po smrti svého otce v roce 1230. Chvíli po svém nástupu na královský trůn se už ale ocitl v konfliktech s rakouským vévodou Fridrichem II. a svým bratrem Přemyslem, kterého se mu nakonec podařilo donutit k poslušnosti po jeho dvojnásobné revoltě.
Začátkem čtyřicátých let 13. století Evropu ohrožovali kočovní Mongolové, kteří se dostali až k hranicím českých zemí. Václavovi a jeho německým spojencům se ovšem povedlo Mongoly zastavit a touto obranou velmi vzrostla jeho prestiž v sousedních zemích. Zanedlouho se roku 1246 opět dostal do rozporu s rakouským vévodou, který svou neteř Gertrudu nabídl přímo císaři, a proto Václav zasáhl vtrhnutím do Rakous, ve kterých vojensky sice neuspěl, ale jeho prvorozený syn Vladislav se závěrem s Gertrudou přesto oženil a se smrtí Fridricha II. téhož roku získal i samotné Rakousy, ale těch si moc neužil kvůli předčasné smrti následujícího roku (1247). Václav se z této události nedokázal vzpamatovat a začal zanedbávat vládu. Značná nespokojenost české šlechty vyvolala povstání, v jehož čele stanul jeho druhorozený syn Přemysl. Králi se však vzpouru zdařilo potlačit a její iniciátory potrestal, a to i včetně svého nástupce Přemysla, jenž se ale brzy vrátil jako moravský markrabě. Ještě roku 1251 došlo k připojení rakouských zemí k českému státu především zásluhou jeho syna Přemysla, jehož si rakouské panstvo zvolilo za rakouského vévodu.
Václav I. náhle zemřel 23. září 1253 na svém sídle v Počaplích u Berouna. Jeho ostatky dnes leží v klášteře Na Františku na pražském Starém Městě.
Za vlády Václava I. začala do českých zemí pronikat raná gotika, počínala kolonizace pohraničí Němci, probíhala zakladatelská činnost a český královský dvůr oplýval umělci a rytíři, jimiž se Václav obklopil. Sám zbožňoval lov, a proto spoustu svého času trávil na svých zámožných sídlech uprostřed lesů, především na Křivoklátě a Zvíkově.
Václav I. bývá často opomíjen jako jeden ze slabších panovníků, ale podle mnohých špatným panovníkem vůbec nebyl už jen díky tomu, že dokázal držet krok s napjatou dobou a jeho politika dokázala rozšířit rodovou moc, která přinesla základy soustátí jeho syna.

## Život

### Původ
Potomci Přemysla a Konstancie projevovali v přemyslovském rodě až nezvyklou rodinnou soudržnost (přesto mezi sourozenci vzniklo několik sporů, které se řešily vojensky). Václavovými sestrami byly Anežka Přemyslovna – později svatá Anežka Česká, polská kněžna Anna Lehnická a korutanská vévodkyně Judita; jeho bratři byli moravskými markrabaty, nejdříve Vladislav a poté Přemysl.

### Korunovace
Přemysl Otakar I. chtěl zajistit ještě za svého života titul krále pro svého syna Václava tak, aby nevznikaly pochyby o legitimitě Václavovy volby. Celý plán spočíval v tom, že na pražském shromáždění české šlechty v červnu 1216 někdo navrhne zvolení Václava coby českého krále, k čemuž se měl připojit i bratr Přemysla, moravský markrabě Vladislav Jindřich. Jakoby překvapený král bude s tímto záměrem souhlasit. Šlo o to, aby tento akt nepopudil šlechtu, která jako jediná mohla volit českého krále.
Plán do písmene vyšel a hned dalšího dne vyslal král za císařem Fridrichem II. posla, který jej o tom informoval. Císař dne 26. července 1216 s tímto souhlasil (nic jiného mu ani na základě Zlaté buly sicilské nezbývalo). Volbou Václava I. tak definitivně padl starobylý princip seniorátu (prakticky nedodržovaného) z doby Břetislava I., podle kterého měl na český trůn nastoupit vždy nejstarší Přemyslovec. Od trůnu tak byli odstaveni příslušníci vedlejších větví rodu.
Roku 1224 Václav od svého otce ještě obdržel titul knížete plzeňského a budyšínského, jak je doloženo na listině z téhož roku pro klášter na Břevnově.
Ke korunovaci však došlo až 6. února 1228, kdy byl korunován, ještě za vlády svého otce, jako „mladší král“, přičemž starý král si stále uchovával rozhodující vliv na řízení státu. Obřad provedl mohučský arcibiskup Siegfried z Eppenštejna a poprvé při něm bylo upuštěno od starodávného slovanského rituálu. Ve shodě s pražským a olomouckým biskupem i velmoži Přemysl Otakar a Václav stanovili, že jejich nástupci budou korunováni arcibiskupy z Mohuče. V případě, že by zástupce mohučské diecéze odmítl, biskupa vykonajícího obřad si měl vybrat český monarcha.

### Jednooký král

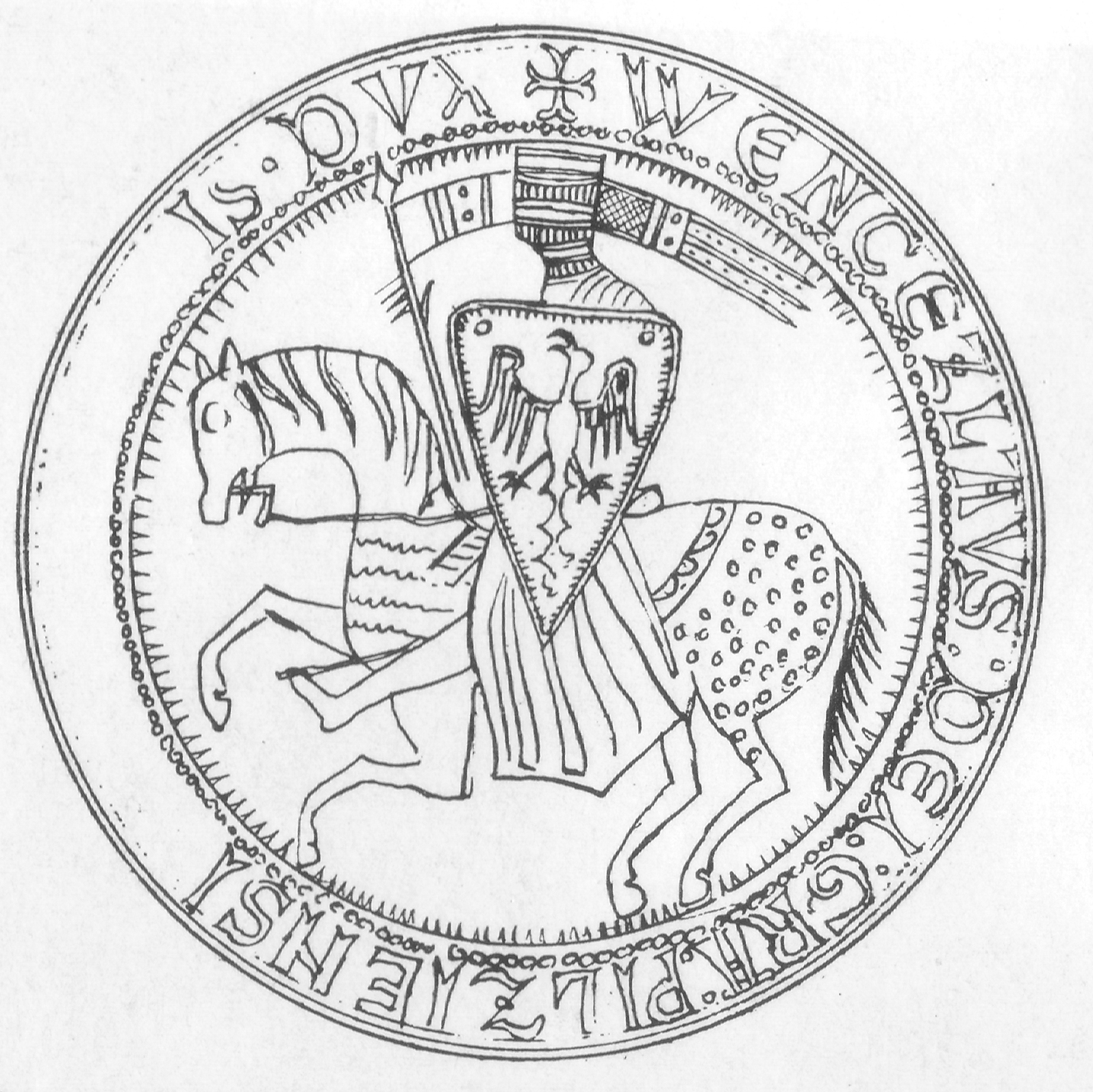
Pečeť kralevice Václava I. z roku 1224 (na kresbě Augusta Sedláčka)

Samostatně, i když pod silným vlivem své matky a sestry, začal vládnout po otcově smrti v roce 1230. Jedinou ženou Václava I. byla od roku 1224 dcera římského krále Filipa Švábského Kunhuta Štaufská, se kterou byl zasnouben už ve svých dvou a jejích snad sedmi letech. Manželé měli pět dětí.
Od dětství byl Václav zvláštní – neurotický, možná psychicky chorý. Miloval potulky hlubokým lesem, vášnivě lovil a právě při jednom z lovů přišel o levé oko. Zvláštně zní informace kronikářů o tom, že král Václav nesnášel zvuk kostelních zvonů. Vyvolával u něj kruté bolesti hlavy a jakési záchvaty podobné epilepsii. Proto kdekoliv se objevil, během jeho přítomnosti nesměly znít zvony. Lékařskou terminologií se tato choroba nazývá idiosynkrazie – zvýšená přecitlivělost na určité frekvence zvukového vlnění. Prý též nemohl usnout v blízkosti zlata.
Za panování Václava I. do Čech přichází gotický životní styl, rytířská kultura, turnaje, šíří se obliba dvorské poezie a zpěvů. Jeho vláda je spojována s upevněním české státnosti, zvětšením českého vlivu v Evropě, vzestupem české šlechty, výstavbou a rozvojem měst, obchodu a řemesel.
Václav, stejně jako jeho otec a syn, podporoval příchod etnických Němců do země. Byl také první, kdo poskytl privilegia Židům, kteří za to ovšem platili nemalé částky.

### Boje s rakouským vévodou a markrabím Přemyslem (1231–1237)

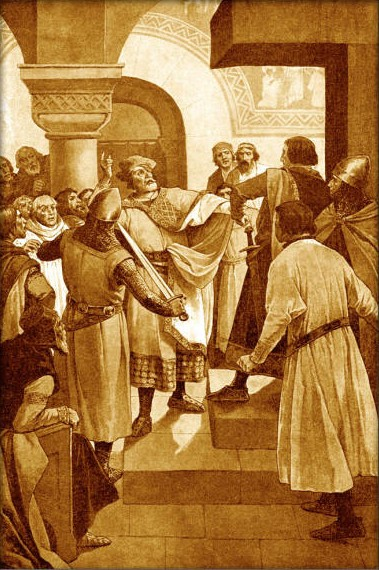
Hádka mezi Václavem I. a císařem Fridrichem II.
na obrazu z 19. století
od Věnceslava Černého

Václav roku 1231 vtrhl do Rakouska, jelikož vévoda Fridrich II. Bojovný zapudil svou manželku Žofii, sestru uherské královny, přičemž Václavova matka také pocházela z Uher. Fridrich poté využil rozporu mezi Václavem a jeho bratrem, moravským markrabím Přemyslem, a v červenci 1233 pronikl se svým vojskem na Moravu a obsadil hrad Bítov. Poté ale rakouský vévoda onemocněl a odtáhl zpět do své země. Václav dobyl Brno a donutil bratra k poslušnosti.
Císař Fridrich II. uvrhl Fridricha Bojovného do říšské klatby (1236) a snažil se rozšířit svou moc do jeho teritoria. Pověřil Václava vedením války s ním. Český král se zmocnil Dolního Rakouska i Vídně.
Václav ovšem stěží mohl být potěšen tak zjevnou expanzí císařské autority tak blízko svých hranic. Diplomacie říšských knížat, obávajících se toho, že by císař ziskem Rakous příliš posílil svou moc, vedla k usmíření českého krále s Fridrichem Bojovným. Císař v roce 1237 klatbu raději zrušil, než by riskoval další otevřenou bojovou frontu.
Fridrich Bojovný nakonec zaslíbil svou neteř Gertrudu Václavovu synovi Vladislavovi a jako věno odevzdal pod českou správu území Rakous severně od Dunaje.
V letech 1233 a znovu 1237 se Václav I. dostal do konfliktu se svým mladším bratrem Přemyslem, markrabětem moravským. Příčinou sporu bylo předání Břeclavska Oldřichu Korutanskému, synovi nejstarší Václavovy sestry Judity. Václav s početným vojskem přitáhl na Moravu a Přemysl uprchl do Uher ke králi Bélovi IV. Přičiněním Bély a královny vdovy Konstancie se bratři smířili a Přemyslova vláda na Moravě byla omezena jen na Olomoucko a Opavsko.

### Boj proti Mongolům (1241–1242)

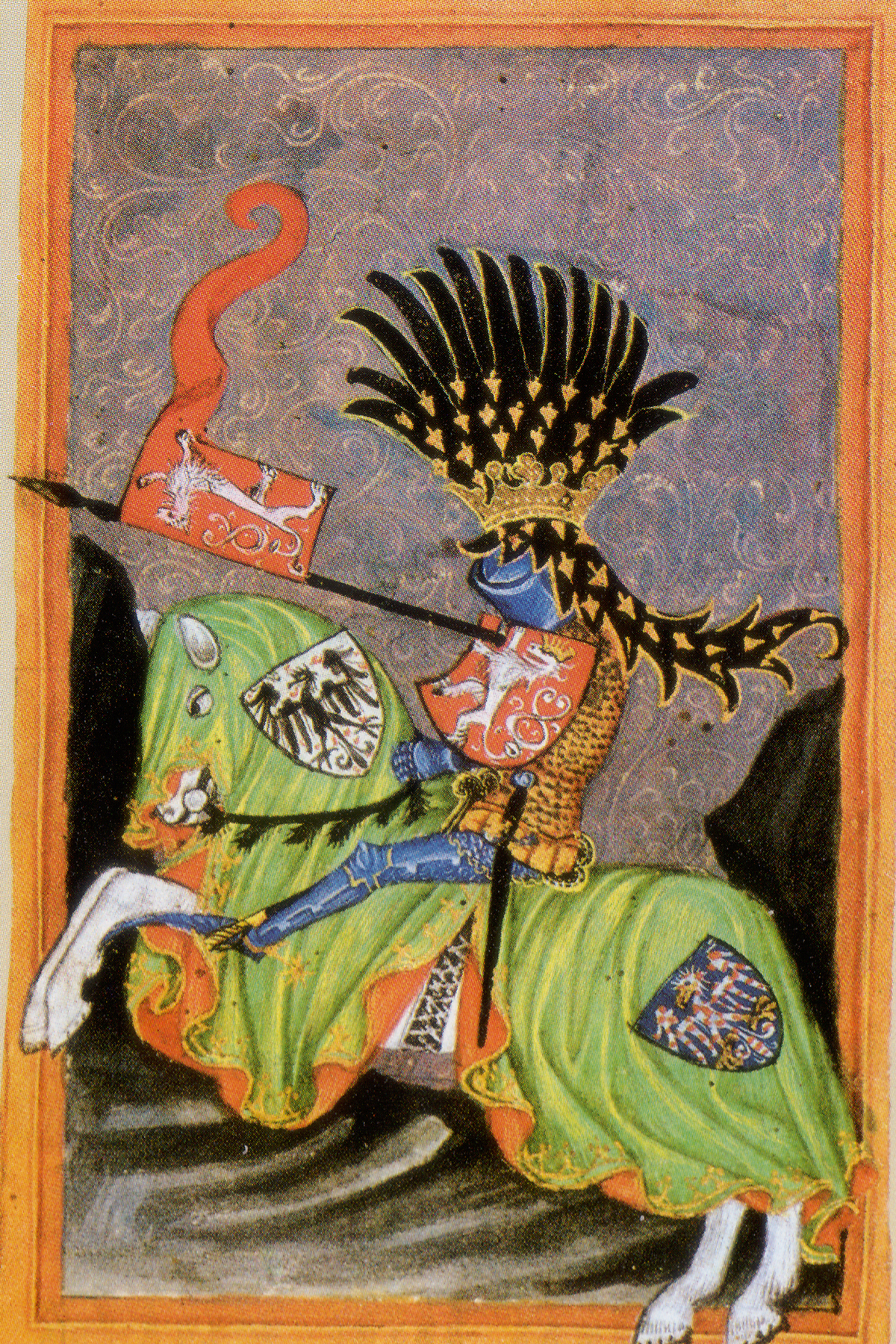
Jezdecký portrét Václava I. v Gelhausenově kodexu

Václav I. se velkou měrou zasloužil o odražení mongolského vpádu do střední Evropy a značné ušetření českých zemí před Mongoly. Opevnil pohraniční hory a vytáhl na pomoc knížeti Jindřichovi II. Pobožnému, svému švagrovi. Jindřich společně s dalšími oddíly ovšem na Václava nechtěl čekat (byť se jednalo o jediný den), 9. dubna 1241 svedl bitvu u Lehnice, kterou prohrál a sám v bitvě zahynul. Vítězové prý Bátúovi, mongolskému princovi, zaslali devět pytlů s ušima svých poražených nepřátel.
Tenkrát se šik kočovných nájezdníků pokusil proniknout i do Čech přes Kladsko, jenomže silný odpor Václavova vojska je donutil k ústupu. Zdálo se, že je už nebezpečí zažehnáno, když ale přišla zpráva o útoku Mongolů na Míšeň, Václav honem spěchal směrem k Míšni, ale cestou ho zastihla zvěst o plenění Moravy.
Tehdy voj nájezdníků protáhl od severu Moravou, kterou poplenil, a ze Slezska tak došel do Uher. Václavovi a jeho německým spojencům se koncem roku 1241 (když zamrzlý Dunaj dovolil Mongolům přejít na druhý břeh) podařilo zabránit postupu Mongolů vedených chánem Bátú k Vídni. Touto úspěšnou obranou velmi vzrostla jeho prestiž.
Zanedlouho potom k Bátúovi dorazili poslové se zprávou o smrti velkého chána Ögedeje a s povoláním na Kurultaj. Bátú musel od své invaze na západ upustit a vydat se do Karakorumu. Po volbě nového chána se Mongolové o novou invazi do Evropy již nepokusili.

### Boje o Rakousko (1246–1247)
Fridrich II. Bojovný roku 1246 neteř Gertrudu, svou potenciální dědičku, nabídl přímo císaři. Václavovi slíbil pomoc uherský král Béla IV., jemuž Fridrich Bojovný odňal část území za vpádu Tatarů, a také bavorský vévoda Ota II. Bavorský. České vojsko pod velením Oldřicha Korutanského proto vtrhlo do Rakouska a při té příležitosti se zmocnilo Dolních Rakous a i samotné Vídně, nakonec však vše vyvrcholilo bitvou u Lávy, které sice skončilo vítězstvím rakouských sil, ale i přesto se český princ a moravský markrabě Vladislav roku 1246 s Gertrudou Babenberskou oženil. Rakouský vévoda Fridrich nicméně téhož roku zahynul v bitvě u Litavy proti uherskému vojsku vedeným Bélou IV., a tak vymřel babenberský rod po meči. Vladislav tedy uplatnil své nároky na Rakouské vévodství, získal si podporu rakouské šlechty, ale svého předchůdce následoval už o půl rok později (1247), zřejmě přirozenou smrtí. Česká královna Kunhuta zemřela krátce poté (1248).

### Vzpoura mladšího syna (1248–1249)

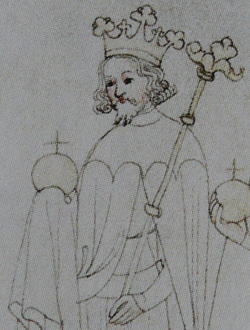
Přemysl Otakar II. (Zbraslavská kronika)

Těžce zkoušený Václav I. k značné nelibosti české šlechty i druhorozeného syna o vliv v Rakousku postupně přišel a i jinak zanedbával vládu. Šlechtici proti Václavovi povstali v čele s královým synem Přemyslem (Otakarem II.), jehož si 31. července 1248 zvolili za „mladšího krále“ a jedním z iniciátorů revolty se stal Ctibor, zvaný Moudrá hlava. Jednání proběhla bez vědomí Václava, ale ten už připravoval skrytou odvetu. Král Václav se proto snažil o dobytí Prahy moravskými jednotkami, avšak tento pokus nevyšel, a tudíž se stáhnul do severozápadních Čech a začal hledat podporu u papeže Inocence IV. a jeho spojenců na severu Německa, kdežto Přemyslova strana žádala o pomoc rovnou římského krále Konráda IV. Štaufského a bavorského vévodu Otu II. Později na podzim roku 1248 se Přemysl zmocnil de facto celé země a začal se titulovat českým králem namísto svého otce, který byl nucen uprchnout do Míšně. Různé potyčky a konflikty poté probíhaly pouze v oblasti severozápadních Čech. Zvrat ve válce nastal vítězstvím vojska krále Václava pod velením Boreše z Rýzmburka u Mostu, který zrovna Přemyslova armáda obléhala. Posléze nastalo uzavření dohody, podle níž měl Přemysl možnost užívat pouze titul mladšího krále. Země byla následovně rozdělena mezi staršího krále a mladšího krále. Příštího roku se na podzim Václav odebral do Litoměřic, odkud se svým vojskem vytáhl směrem na Prahu, jež ještě náležela mladšímu králi Přemyslovi. Dne 5. srpna 1249 se Václav, zřejmě díky zradě některých měšťanů, zmocnil Prahy. Přemyslovi už tak zbýval jen Pražský hrad, po jehož obléhání a podepsání mírové dohody se ho ovšem také musel vzdát a to i včetně titulu mladšího krále. Václav se rozhodl synovi ponechat pouze titul moravského markraběte.
V září 1249 král Václav pozval Přemysla s družinou jeho spolupracovníků z období vzpoury na návštěvu hrádku Týřov na Rakovnicku. Po příjezdu je však král nechal zatknout a uvěznit. Přemysl byl sice brzy omilostněn a vrátil se jako moravský markrabě, ale hlavní podněcovatelé spiknutí buď zůstali v žaláři, nebo byli popraveni.

### Ke konci vlády (1251–1253)
V lednu 1251 vpadl Václav I. s vojskem do Bavor, ale krátce nato se vrátil do Prahy a vedení války ponechal svému synovi Přemyslovi, jenž vpád opakoval.
Přemyslovcům roku 1253 vyvstal další konkurent v zájmu o obě země – král Béla IV. Svůj nárok zakládal na tom, že ovdovělá Gertruda se opět vdala, a to za jeho blízkého příbuzného, haličského knížete Romana. V červnu vpadli do Rakous a Štýrska Uhři a na Moravu Kumáni (Polovci). Po uklidnění situace do Štýrska přijel Přemysl, kterého po určitém váhání přijala za vévodu tamější šlechta.
Béla mezitím sestavil silnou protičeskou koalici – místo Romana jeho otec Daniel a bratr Lev, dále Jindřich Dolnobavorský, krakovský Boleslav Stydlivý a opolský Vladislav. Tito (bez Jindřicha) zaútočili v létě 1253 na Opavsko a poplenili ho. Béla vpadl na Moravu, kde s Moravany svedl bitvu u Olomouce. Moravané utrpěli těžké ztráty a byli poraženi. Spojenci uherského krále odtáhli, až když se z Čech přiblížil Václav a z Rakous Přemysl. Smír zařídil papež Inocenc IV; jemuž (a vzdorokráli Vilémovi II. Holandskému) záhy slíbil věrnost rakouský a štýrský vévoda a nástupce českého krále. K nástupu kralevice Přemysla došlo již brzy. Očividně Václava sužovala jakási nemoc, jíž náhle 23. září 1253 podlehl na svém královském dvoře v Počaplích u Berouna. Jeho srdce a vnitřnosti byly uloženy v kostele Panny Marie v Počaplích, tělo bylo pochováno v Anežském klášteře na pražském Starém Městě.

## Babenberské dědictví

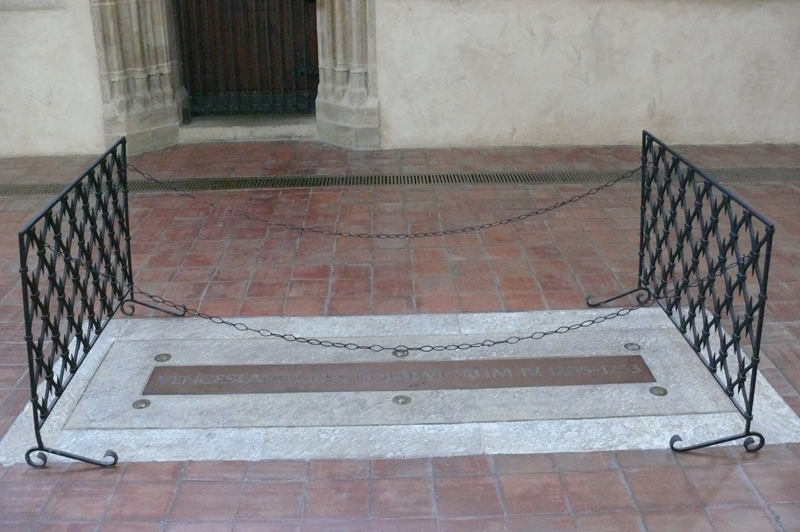
Hrob Václava I. v Anežském klášteře

Gertruda Babenberská pokračovala ve svých nárocích na dědictví, ale ani jeden z jejích dalších manželů se v Rakousku neprosadil. Václav a Přemysl vystupovali jednotně a babenberské dědictví jim nakonec spadlo do klína, když si rakouská šlechta zvolila za nového vévodu Přemysla (1251). Budoucí král se oženil s Markétou Babenberskou, sestrou vévody Fridricha Bojovného a vdovou po Jindřichu VII., aby si pojistil svůj nárok na vévodský stolec, a tak Přemyslovci na příští čtvrt století ovládli rakouské země.

## Zakladatelská činnost

### Města
Zakladatelská činnost za Václava I. nenabyla takového rozsahu jako za jeho nástupce Přemysla Otakara II., nicméně i tak ji můžeme považovat za hojnou. Za vlády Václava I. se Staré Město pražské, dnes neodmyslitelná část Prahy, stalo městskou obcí v letech 1232–1234 a kolem 30. let 13. století bylo uvnitř Starého města založeno královským lokátorem Eberhardem Havelské město (Nové město u sv. Havla), které až do roku 1287 bylo právně a správně samostatné. Též někdy po roce 1240 byla Jihlava povýšena na horní město a už k roku 1249 se zmiňují jihlavské ražené mince.

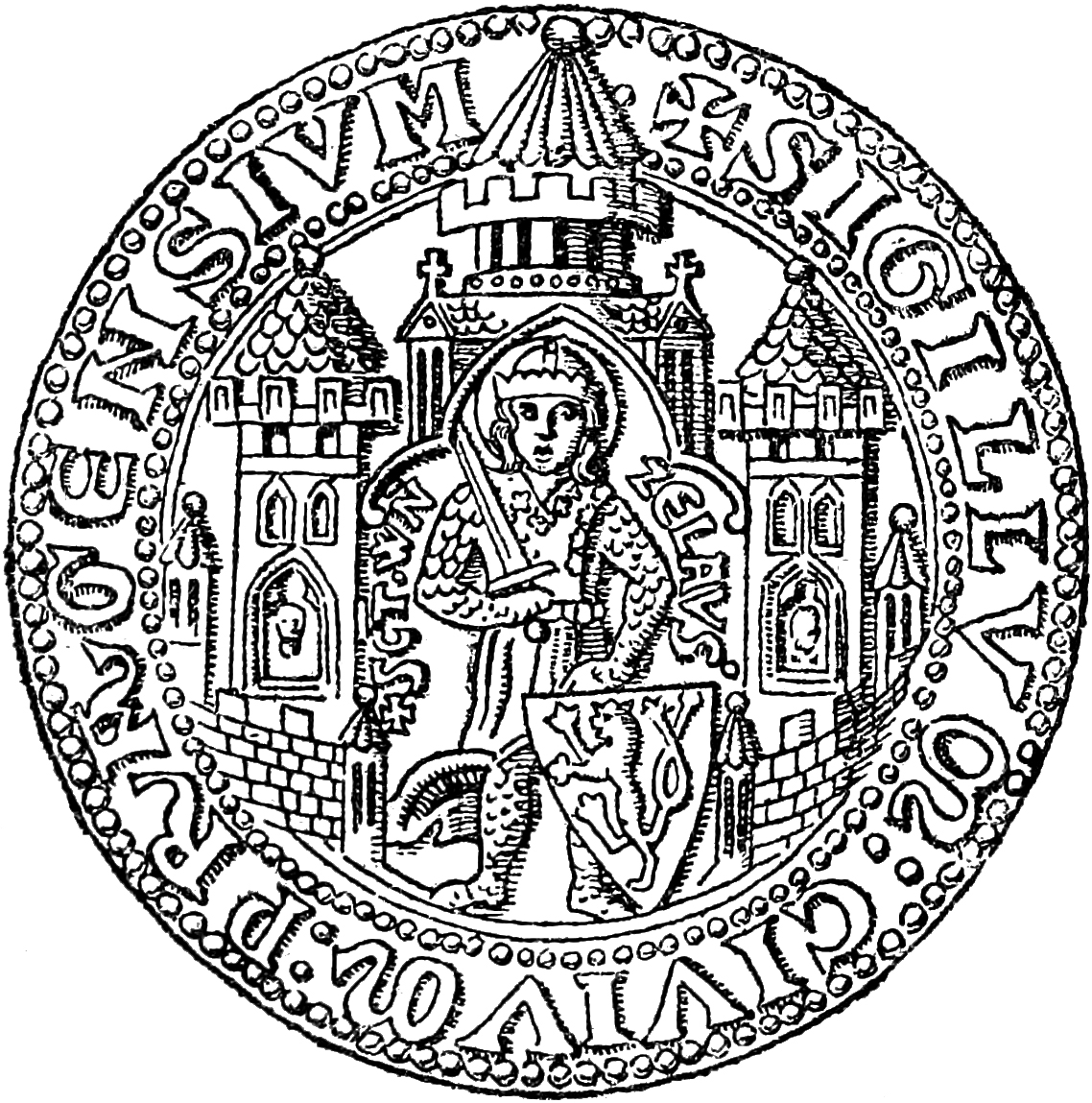
Pečeť Starého Města z pol. 13. st.

### Hradská soustava
V období kolem roku 1230 dosloužila hradská soustava a hlavní oporou vladařské moci přestaly být raně středověké hrady. Václav I. se stal faktickým zakladatelem a tvůrcem nového systému. Nové královské hrady měly z hlediska funkce tři úrovně. První formovaly nejvýznamnější stavby základní sítě a druhou, doplňkovou, převážně poněkud menší hrady, které tuto síť zahušťovaly a často byly využívány na určitou místní potřebu, například kontrolu různých stezek a výběru poplatků na nich. Často byly stavěny na vyvýšených nedostupných místech. Jejich úlohou byla kromě projevu královské přítomnosti i vizuální kontrola rozlehlého okolí, tedy strážná a hlásná služba.
Počet královských hradů založených či budovaných za krále Václava byl zjevně nemalý. Dokazuje to i záznam jednoho tehdejšího letopisce:
| „ | Týž král Václav, oddav se vůli svého těla začal milovat život o samotě a sám s několika lidmi přebývat na hrádcích nebo domech k tomu vystavěných. | “ |

### Města a hrady založené Václavem I.

#### Čechy
- Staré Město pražské, asi 1235–1245
- Stříbro, asi 1240
- Loket, 1234–1253
- Žatec, snad už 1249, určitě 30. listopadu 1265, kdy privilegium Přemysla Otakara II.
- Cheb, před 1250

#### Morava
- Jihlava, 40. léta
- Olomouc, ca 1240
- Brno, 1238, 1240 – nejstarší doklad rychtáře 1243 zakládací listina
- Přerov, 1252

## Ztvárnění Václava I. v literatuře
V druhém desetiletí 21. století se stal jednou z postav historických románů Dítě z Apulie a Zapomenutý Král spisovatelky Ludmily Vaňkové. Kromě toho se stal jedním z protagonistů čtyřdílné historické ságy o posledních přemyslovských králích Přemyslovská epopej od spisovatele Vlastimila Vondrušky.

## Potomci
Václavovou jedinou manželkou byla od roku 1224 Kunhuta Štaufská (1200?–1248), se kterou měl pět dětí:
- Vladislav (1227 – 3. ledna 1247), moravský markrabě ∞ 1246 rakouská a štýrská titulární vévodkyně Gertruda Babenberská (1226–1288)
- Božena (mezi 1227 a 1230 – 27. května 1290) ∞ 1243 braniborský markrabě Ota III. Braniborský (1215–1267)
- Anežka (po 1227 – 10. října 1268) ∞ míšeňský markrabě Jindřich III. (1215/1216–1288)
- Přemysl Otakar II. (kolem 1233 – 26. srpna 1278), český král ∞
  - 1/ 1252 rakouská a štýrská titulární vévodkyně Markéta Babenberská (1204/1205–1266)
  - 2/ 1261 princezna Kunhuta Uherská (1245–1285)
- Věnceslava[zdroj⁠?!] (1235 nebo 1226/28 – † před 1248)

## Vývod z předků
|           |                         |  |                  |                          |  |  |  |  |  |  |  | Vratislav II. |
|           |                         |  |                  |                          |  |  |  |  |  |  |  |               |
|           | Vladislav I.            |  |                  |                          |  |  |  |  |  |  |  |               |
|           |                         |  |                  |                          |  |  |  |  |  |  |  |               |
|           |                         |  |                  | Svatava Polská           |  |  |  |  |  |  |  |               |
|           |                         |  |                  |                          |  |  |  |  |  |  |  |               |
|           | Vladislav II.           |  |                  |                          |  |  |  |  |  |  |  |               |
|           |                         |  |                  |                          |  |  |  |  |  |  |  |               |
|           |                         |  |                  | Jindřich z Bergu         |  |  |  |  |  |  |  |               |
|           |                         |  |                  |                          |  |  |  |  |  |  |  |               |
|           | Richenza z Bergu        |  |                  |                          |  |  |  |  |  |  |  |               |
|           |                         |  |                  |                          |  |  |  |  |  |  |  |               |
|           |                         |  |                  | Adelheid z Mochenthalu   |  |  |  |  |  |  |  |               |
|           |                         |  |                  |                          |  |  |  |  |  |  |  |               |
|           | Přemysl Otakar I.       |  |                  |                          |  |  |  |  |  |  |  |               |
|           |                         |  |                  |                          |  |  |  |  |  |  |  |               |
|           |                         |  |                  | Ludvík ze Schauenburgu   |  |  |  |  |  |  |  |               |
|           |                         |  |                  |                          |  |  |  |  |  |  |  |               |
|           | Ludvík I. Durynský      |  |                  |                          |  |  |  |  |  |  |  |               |
|           |                         |  |                  |                          |  |  |  |  |  |  |  |               |
|           |                         |  |                  | Adelheid ze Stade        |  |  |  |  |  |  |  |               |
|           |                         |  |                  |                          |  |  |  |  |  |  |  |               |
|           | Judita Durynská         |  |                  |                          |  |  |  |  |  |  |  |               |
|           |                         |  |                  |                          |  |  |  |  |  |  |  |               |
|           |                         |  |                  | Giso IV. z Gudensbergu   |  |  |  |  |  |  |  |               |
|           |                         |  |                  |                          |  |  |  |  |  |  |  |               |
|           | Hedvika z Gudensbergu   |  |                  |                          |  |  |  |  |  |  |  |               |
|           |                         |  |                  |                          |  |  |  |  |  |  |  |               |
|           |                         |  |                  | Kunhuta z Bilsteinu      |  |  |  |  |  |  |  |               |
|           |                         |  |                  |                          |  |  |  |  |  |  |  |               |
| Václav I. |                         |  |                  |                          |  |  |  |  |  |  |  |               |
|           |                         |  |                  |                          |  |  |  |  |  |  |  |               |
|           |                         |  | Béla II. Uherský |                          |  |  |  |  |  |  |  |               |
|           |                         |  |                  |                          |  |  |  |  |  |  |  |               |
|           | Gejza II. Uherský       |  |                  |                          |  |  |  |  |  |  |  |               |
|           |                         |  |                  |                          |  |  |  |  |  |  |  |               |
|           |                         |  |                  | Helena Srbská            |  |  |  |  |  |  |  |               |
|           |                         |  |                  |                          |  |  |  |  |  |  |  |               |
|           | Béla III. Uherský       |  |                  |                          |  |  |  |  |  |  |  |               |
|           |                         |  |                  |                          |  |  |  |  |  |  |  |               |
|           |                         |  |                  | Mstislav I. Kyjevský     |  |  |  |  |  |  |  |               |
|           |                         |  |                  |                          |  |  |  |  |  |  |  |               |
|           | Eufrozina Kyjevská      |  |                  |                          |  |  |  |  |  |  |  |               |
|           |                         |  |                  |                          |  |  |  |  |  |  |  |               |
|           |                         |  |                  | Ljubava Dimitrijevna     |  |  |  |  |  |  |  |               |
|           |                         |  |                  |                          |  |  |  |  |  |  |  |               |
|           | Konstancie Uherská      |  |                  |                          |  |  |  |  |  |  |  |               |
|           |                         |  |                  |                          |  |  |  |  |  |  |  |               |
|           |                         |  |                  | Hervé II. de Donzy       |  |  |  |  |  |  |  |               |
|           |                         |  |                  |                          |  |  |  |  |  |  |  |               |
|           | Renaud de Châtillon     |  |                  |                          |  |  |  |  |  |  |  |               |
|           |                         |  |                  |                          |  |  |  |  |  |  |  |               |
|           |                         |  |                  |                          |  |  |  |  |  |  |  |               |
|           |                         |  |                  |                          |  |  |  |  |  |  |  |               |
|           | Anežka z Antiochie      |  |                  |                          |  |  |  |  |  |  |  |               |
|           |                         |  |                  |                          |  |  |  |  |  |  |  |               |
|           |                         |  |                  | Bohemund II. z Antiochie |  |  |  |  |  |  |  |               |
|           |                         |  |                  |                          |  |  |  |  |  |  |  |               |
|           | Konstancie Antiochijská |  |                  |                          |  |  |  |  |  |  |  |               |
|           |                         |  |                  |                          |  |  |  |  |  |  |  |               |
|           |                         |  |                  | Alice Jeruzalémská       |  |  |  |  |  |  |  |               |
|           |                         |  |                  |                          |  |  |  |  |  |  |  |               |